# Diakonik
Diakonik, Diakoniewissenschaft bzw. Caritaswissenschaft reflektiert theologisch die Praxis christlicher Diakonie von der regionalen bis zur internationalen Ebene. 

## Charakteristika
Der griechische Begriff Diakonie ist stärker im evangelischen, der lateinische Begriff Caritas im katholischen Kontext zuhause. Gegenstand sind Diakonie bzw. Caritas als Wesensvollzug der Kirchen und als verbandliches Engagement im Spannungsfeld von Kirche und Gesellschaft. Dabei wird versucht, sowohl die Sicht des leidenden als auch die des helfenden Menschen sowie Vorgaben der Kirchen für sozial-caritatives Arbeiten einzubeziehen. Die Diakonik denkt über geschichtliche, ethische, psychologische und pastorale Zusammenhänge des Helfens nach.
Dabei bestimmen insbesondere Medizinethik, Pflegeethik, Sterbebegleitung, das Verhältnis „Ethik und Organisation“ und spezielle Angebote wie die Bahnhofsmission das weite Spektrum der Themen. In den letzten Jahren ist in der Diakonik vor allem die Spannung von gemeindlicher und verbandlicher Diakonie bzw. Caritas in den Blick genommen worden. Ein weiterer Schwerpunkt sind angesichts der finanziellen Problematik das Fundraising und die Motivation Freiwilliger und Ehrenamtlicher geworden.
Diakonik bzw. Caritaswissenschaft hegen enge Beziehungen zu Soziologie, Sozialpolitik, Sozialarbeit und den Wirtschaftswissenschaften, aber auch zu Moral- und Pastoraltheologie, insofern sie Wert, Verpflichtung und Bedeutung der Diakonie und Caritas und das Wirken der Caritas im Rahmen der Seelsorge und unter dem Profil einer christlichen Sozialarbeit behandelt. Diakonik und Caritaswissenschaft schaffen eine theologische und ethische Fundierung sozialer Arbeit und tragen zu ihrer Motivierung und Effizienzsteigerung bei.

## Geschichte
Als einer der Begründer der Caritaswissenschaft gilt der Theologe, Sozial- und Wirtschaftswissenschaftler Heinrich Weber (1888–1946), der als Nachfolger von Franz Hitze den Lehrstuhl für Christliche Gesellschaftslehre in Münster (Westfalen) in den Jahren 1922 bis 1935 und dann wieder von 1945 bis zu seinem Tod 1946 innehatte. Nach seiner Zwangsversetzung nach Breslau hat er an der dortigen Universität die Caritaswissenschaft gelehrt. Von 1922 bis zu seinem Tod war er der Vorsitzende des Fachausschusses Caritaswissenschaft des Deutschen Caritasverbandes. Er hat die grundlegenden Konzepte für die Ausbildung und Fortbildung in der Caritaswissenschaft ausgearbeitet. Sein Hauptwerk zur Caritaswissenschaft war eine geplante zweiteilige systematische Publikation in mehreren Bänden, von denen nur der erste Band der Allgemeinen Grundlegung der Caritaswissenschaft unter dem Titel Das Wesen der Caritas im Jahr 1938 veröffentlicht wurde. 
Zu den Gründerfiguren sind ebenso die Moraltheologen Franz Keller (1873–1944), der 1925 an der theologischen Fakultät der Universität Freiburg im Breisgau erster Inhaber des Lehrstuhls am Institut für Caritaswissenschaft wurde, sowie dessen Nachfolger Richard Völkl  (1921–2003) zu zählen. 
An der Neuausrichtung der Disziplin nach dem II. Vatikanischen Konzil war besonders Heinrich Pompeÿ vom Institut für Caritaswissenschaft und christliche Sozialarbeit der Albert-Ludwigs-Universität Freiburg beteiligt. Unter seiner Konzeption wurde an einer Fakultät für katholische Theologie ein staatlich anerkannter Diplomstudiengang für Caritaswissenschaft eingerichtet (1993), der dann auch weiteren katholischen Fakultäten als Modell diente.

## Studiengänge
Spezielle Studiengänge für Diakonik, Diakoniewissenschaft und Caritaswissenschaft bieten unter anderem an:
- Bachelor-Studiengang Sozialarbeit und Caritaswissenschaft (Ausbildung zum Sozialarbeiter) an der Theologischen Fakultät der Südböhmischen Universität in České Budějovice[1]
- Master-Studiengang Ethik in der Sozialarbeit (Ausbildung zum Sozialarbeiter) an der Theologischen Fakultät der Südböhmischen Universität, České Budějovice
- PhD-Studiengang Caritaswissenschaft an der Theologischen Fakultät der Südböhmischen Universität, České Budějovice[2]
- Aufbaustudiengang Diakonik an der Westfälischen Wilhelms-Universität in Münster (ruht bis auf weiteres).
- Studiengang Diakonik der evangelischen Fachhochschule der Diakonie (Ausbildung zum evangelischen Diakon)
- Master- und Ergänzungsstudiengang Diakoniewissenschaft an der Universität Heidelberg
- Bachelor-Studiengang Diakoniewissenschaft an der Evangelischen Hochschule Ludwigsburg
- Bachelor-Studiengang Diakonik an der Evangelischen Fachhochschule Nürnberg
- Bachelor-Studiengang Missionswissenschaft und Internationale Diakonie an der Fachhochschule für Interkulturelle Theologie Hermannsburg
- Master-Studiengang Caritaswissenschaft und Christliche Gesellschaftslehre an der Universität Freiburg
- Diplom-Aufbaustudiengang Caritaswissenschaft an der Katholisch-Theologischen Fakultät Paderborn (bis 2008).
- Masterstudiengang Caritaswissenschaft und werteorientiertes Management an der Universität Passau
- Masterstudiengang Diakonie und Sozialtheologie an der Theologischen Hochschule Elstal[3]
- berufsbegleitender Masterstudiengang Sozialmanagement am Institut für interdisziplinäre und angewandte Diakoniewissenschaft an der Rheinischen Friedrich-Wilhelms-Universität Bonn
- Masterstudiengang Diakoniemanagement und (berufsbegleitender) Promotionsstudiengang Diakoniewissenschaft am Institut für Diakoniewissenschaft und Diakoniemanagement an der Universität Bielefeld[4]

Das erste Zentrum für die wissenschaftliche Begleitung der diakonischen und caritativen Arbeit wurde am 3. April 1925 an der katholischen Fakultät der Universität Freiburg errichtet. An der Kirchlichen Hochschule Wuppertal/Bethel ist aus dem Kompetenzzentrum Diakoniewissenschaft das Institut für Diakoniewissenschaft und Diakoniemanagement hervorgegangen, das zum Jahr 2022 an die Universität Bielefeld angegliedert wurde. An der Theologischen Fakultät der Universität Heidelberg wurde 1954 ein diakoniewissenschaftliches Institut eröffnet. Seit 1998 gibt es ein Institut für interdisziplinäre und angewandte Diakoniewissenschaft an der Universität Bonn. An der Katholisch-Theologischen Privatuniversität Linz gibt es seit 1999 ein Institut für Caritaswissenschaft, das Markus Lehner bis 2008 leitete. Seit 2008 ist Chibueze Clement Udeani der Direktor.

### Monographien
- Volker Herrmann: Im Dienst der Menschenwürde. Diakoniewissenschaft und diakonische Praxis im Umbruch des Sozialstaats. Heidelberg 2006.
- Volker Herrmann: Studienbuch Diakonik. Neukirchen-Vluyn.
- Volker Herrmann (Hrsg.): 50 Jahre Diakoniewissenschaftliches Institut. Ergebnisse und Aufgaben der Diakoniewissenschaft. Heidelberg 2005.
- Volker Herrmann: Diakoniewissenschaft im Dialog. Heidelberg 2004.
- Martin Horstmann: Begleitbuch zum „Studienbuch Diakonik“. 39 Einheiten Diakonik. Heidelberg 2007.
- Giancarlo Collet (Hrsg.): Diakonik in Münster. Zur Eröffnung eines neuen Studienganges. Münster 2005.
- Reinhard Turre: Diakonik. Grundlegung und Gestaltung der Diakonie. Neukirchen-Vluyn 1991.
- Diakonische Antworten auf protestantische Grundfragen 450 Jahre Protestation zu Speyer. Vorträge und Aufsätze zum 25-jährigen Bestehen. Diakoniewissenschaftliches Institut der Theologischen Fakultät, Universität Heidelberg, Stuttgart 1979.
- Diakoniewissenschaftliche Perspektiven. Heidelberg 2001.
- Diakoniewissenschaft 2000. Heidelberg 2000.
- Diakoniewissenschaft zwischen Tradition und Innovation. Heidelberg 1999.
- Diakoniewissenschaft heute Zwischenbilanz und Perspektive. Heidelberg 1997.
- Wege der Diakoniewissenschaft. Heidelberg 1997.
- Miszellen aus Studium und Forschung am Diakoniewissenschaftlichen Institut. Heidelberg 1995.
- Diakonie auf dem Weg ins Jahr 2000 Dokumentation. Arbeitstagung mit dem Diakoniewissenschaftlichen Institut der Universität Heidelberg, Münster 1992.
- Jan-Christoph Horn (Hrsg.): „Die Liebe Christi drängt uns“ (2 Kor 5,14). Caritaswissenschaftliche Forschung für caritativ-diakonisches Engagement. Norderstedt.
- Franz Keller: Caritaswissenschaft. Freiburg im Breisgau 1925.
- Heinrich Weber: Das Wesen der Caritas. Freiburg i. Br. 1938. (Caritaswissenschaft. Band. 1.)
- Heinrich Pompeÿ (Hrsg.): Caritas – Das menschliche Gesicht des Glaubens. Ökumenische und internationale Anstöße einer Diakonietheologie. Echter, Würzburg 1997, ISBN 3-429-01950-8.
- Manfred Hermanns: Heinrich Weber. Sozial- und Caritaswissenschaftler in einer Zeit des Umbruchs. Leben und Werk. Echter, Würzburg 1998, ISBN 3-429-01971-0.
- Elli Reichert: Wohlfahrt – Wirtschaft – Caritas. Der Fürsorgewissenschaftler Heinrich Weber. Bautz, Nordhausen 2008, ISBN 978-3-88309-473-1.
- Herbert Haslinger: Diakonie. Grundlagen für die soziale Arbeit der Kirche. Ferdinand Schöningh, Paderborn 2009.
- Ulrich H. J. Körtner: Diakonie und Öffentliche Theologie. Diakoniewissenschaftliche Studien. Göttingen 2017

### Zeitschriften und Reihen
- Diaconia. Journal for the Study of Christian Social Practice, Vandenhoeck & Ruprecht, Göttingen, seit 2010.
- Diakonik. Münster, mit Beilagen.
- Diakoniewissenschaft. Grundlagen und Handlungsperspektiven der Ludwig-Maximilians-Universität München. Hrsg. Jürgen Gohde und Michael Schibilsky, Stuttgart.
- Diakoniewissenschaftliche Studien. Heidelberg.
- Veröffentlichungen des Diakoniewissenschaftlichen Instituts an der Universität Heidelberg. Heidelberg.
- Heinrich Weber (Hrsg.): Schriften zur Caritaswissenschaft Freiburg im Breisgau 1924–1934.
- Caritas. Zeitschrift für Caritasarbeit und Caritaswissenschaft. Freiburg im Breisgau, mit Beilagen.
- Jahrbuch für Caritaswissenschaft und Caritasarbeit. Freiburg im Breisgau, seit 1895.
- Heinrich Pompeÿ (Hrsg.) und Lothar Roos: Studien zur Theologie und Praxis der Caritas und Sozialen Pastoral. Echter, Würzburg.